# Faro del Cabo de Gata
El faro de Gata, situado en Cabo de Gata, fue construido en 1863, de 18 metros de altura, con destellos cada 30 segundos a más de 50 metros sobre el nivel del mar, donde se puede observar desde 30 millas de distancia.

## Historia
En el siglo XX se acompañó con la casa del faro y otras instalaciones a su alrededor. Este faro fue construido sobre el castillo de san Francisco de Paula (1738), que más tarde fue desartillado por la guerra de la independencia de España.
Fue pintado con colores de camuflaje en abril de 1937, durante la guerra civil española.

## Clima
El observatorio Faro de Cabo de Gata (36°43′18.8″ N, 2°11′34.69″ W), ha registrado durante el período 1961-1990 156 mm de precipitación anual promedio.